# با یان
با یان (انگلیسی: Ba Yan؛ زادهٔ ۱۸ دسامبر ۱۹۶۲) بازیکن بسکتبال اهل چین است.